# Bicicleta blanca

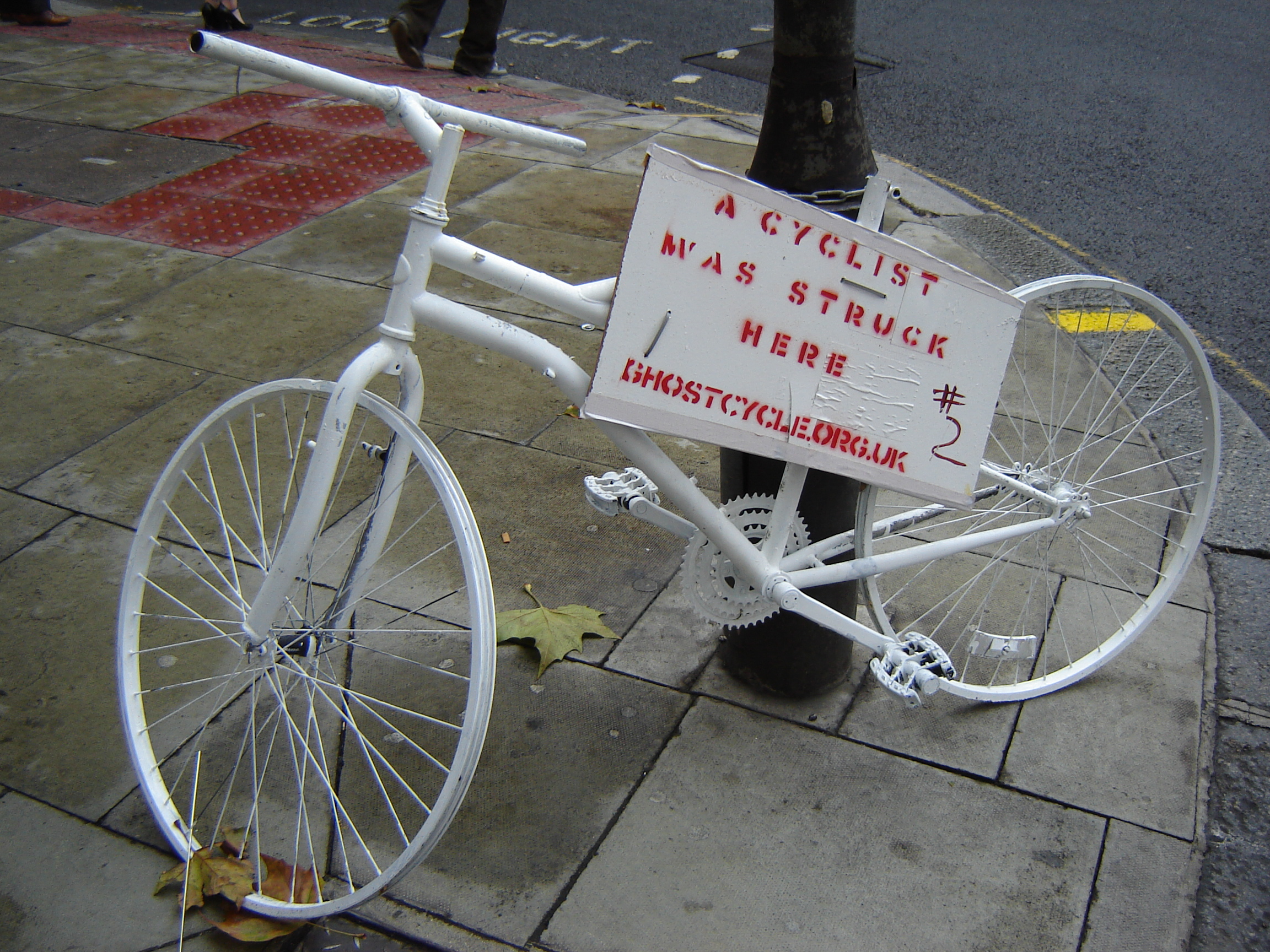
Bicicleta Blanca en Londres, un marco fijo y ruedas sin llantas ayudan a evitar su robo; 2005.

Una bicicleta fantasma o bicicleta blanca es una bicicleta pintada de blanco que se ha instalado en un lugar donde un ciclista ha sido gravemente herido o ha fallecido (por lo general por un vehículo de motor). Además de ser un monumento, generalmente pretende ser un recordatorio a los automovilistas para compartir la misma vía de tránsito. Las bicicletas fantasma son generalmente bicicletas viejas pintadas de blanco, a veces con un cartel, y amarradas a un poste o árbol cerca de la escena del accidente.

## Historia

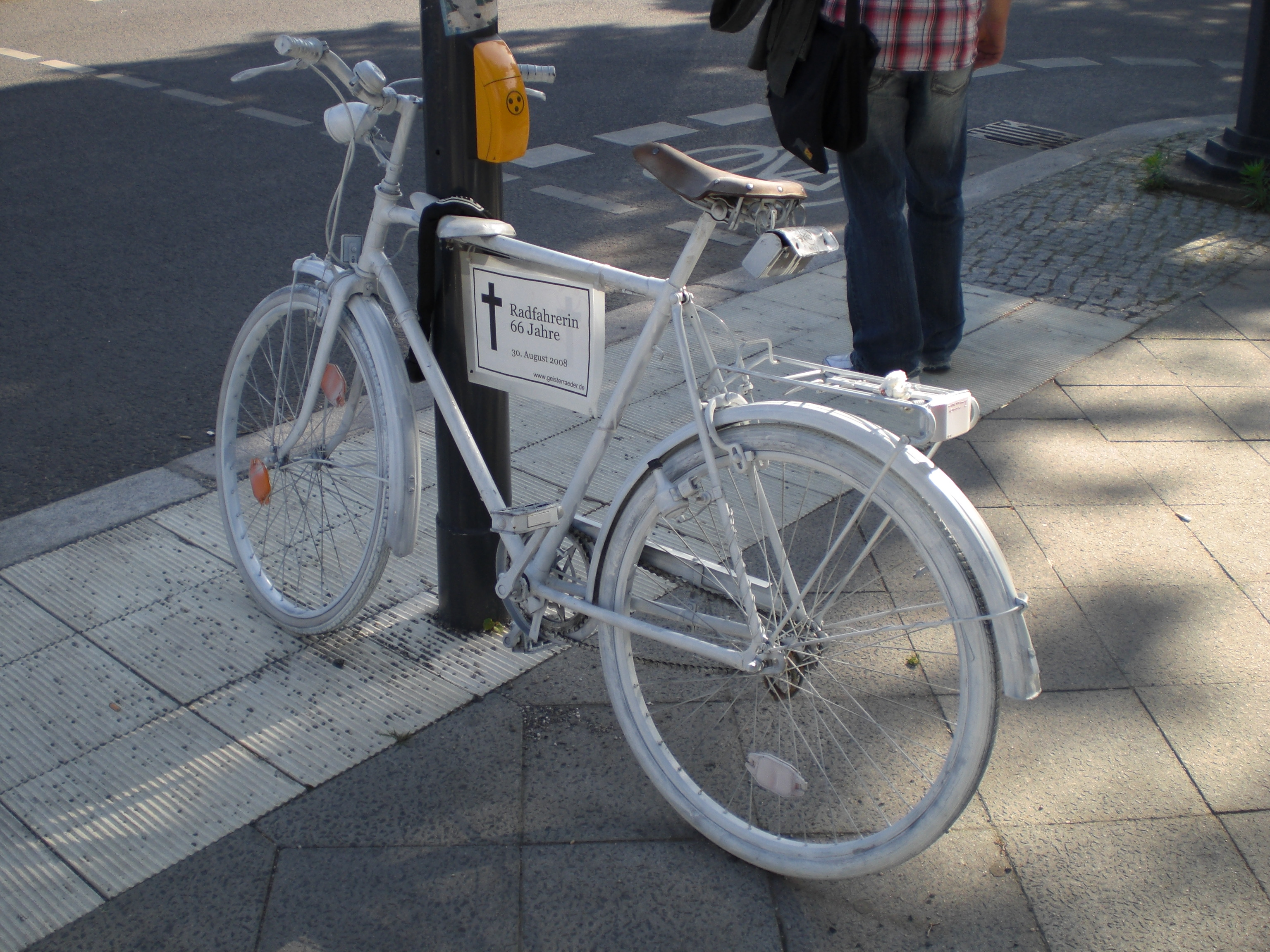
Bicicleta fantasma en Berlín, recordando a un ciclista muerto; 2009.

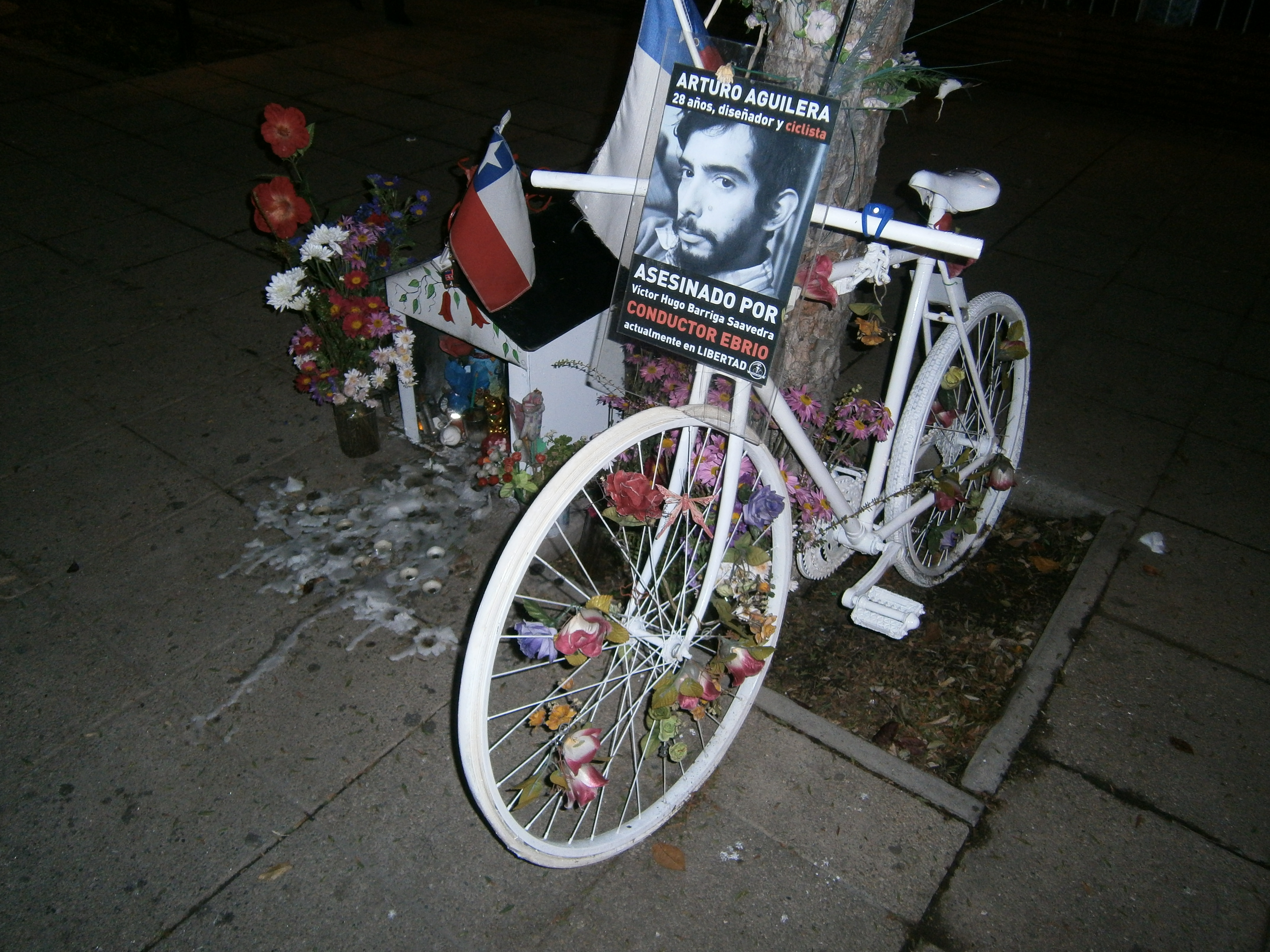
Bicicleta blanca o "Bicianimita" como le llaman en Chile, con una foto de la víctima; 2013.

La idea original de pintar bicicletas blancas según los informes, se remonta a la ciudad de Ámsterdam, en los años 1960 como un proyecto anarquista de liberar el transporte de dos ruedas; las bicicletas blancas eran de uso gratuito y después se dejaba para otra persona.
La idea moderna se originó en San Francisco, en un proyecto artístico del artista Jo Slota, en abril de 2002, al recoger algunas bicicletas viejas que vio abandonadas, pintarlas de blanco y publicar fotografías en su página web. Sirvió de inspiración para el primer proyecto de bicicletas fantasmas conmemorativas en San Luis para recordar a ciclistas fallecidos en accidentes de tráfico y alertar sobre estos.

## Países

### Argentina

#### Ciudad de Buenos Aires
Las bicicletas son colocadas por Masa Crítica Buenos Aires. No todas corresponden a incidentes viales.
| N.º   | Víctima                                                      | Circunstancias | Ubicación | Barrio                             | Fecha de instalación     | Imagen |
| ----- | ------------------------------------------------------------ | --- | --- | ---------------------------------- | ------------------------ | ------ |
| 1     | Pablo Tonello, 27 años, programador                          | Muerto en ocasión de robo | 34°33′48.3″S 58°26′11.1″O / -34.563417, -58.436417 | Palermo                            | 3 de agosto de 2014      |        |
| 2     | Julián Cáceres, 17 años                                      | Muerto sobre la ciclovía de Superí y Elcano, por un automovilista que se dio a la fuga                                                                         | 34°34′27.6″S 58°27′35.1″O / -34.574333, -58.459750 | Colegiales                         | 2014                     |        |
| 3     | Silvina Urbina, 33 años                                      | Atropellada por un camión | 34°33′35.5″S 58°27′31.4″O / -34.559861, -58.458722 | Belgrano                           | 6 de noviembre de 2017   |        |
| 4     | Susana Magnin, 56 años, docente                              | Atropellada por un camión, el conductor se dio a la fuga | 34°37′03.4″S 58°31′36.1″O / -34.617611, -58.526694 (retirada por los vecinos) | Villa Real                         | 2017                     |        |
| 5     | Sofía Osswald, 26 años                                       | Atropellada por Eduardo Emilio Farías de la línea 126 | Inicialmente 34°37′09.6″S 58°22′27.4″O / -34.619333, -58.374278, luego retirada por el Gobierno de la Ciudad, repuesta en 34°37′07.3″S 58°22′27.6″O / -34.618694, -58.374333 y finalmente movida a 34°37′08.2″S 58°22′27.5″O / -34.618944, -58.374306 | San Telmo                          | 7 de enero de 2018       |        |
| 6     | Isabel Arce Vera, 44 años, fotógrafa                         | Atropellada por un colectivo de la línea 26 mientras circulaba por la bicisenda                                                                                | 34°37′29.7″S 58°26′25.8″O / -34.624917, -58.440500 | Caballito                          | 4 de febrero de 2018     |        |
| 7 y 8 | Magdalena Piccone Ramiro Cayola Camacho, 20 años, repartidor | Ambos fueron atropellados por camiones en una zona de obra con un mes de diferencia                                                                            | 34°35′52.9″S 58°22′10.2″O / -34.598028, -58.369500 |                                    | 24 de mayo de 2019       |        |
| 9     | Dimitri Amiryan, 37 años, quiropráctico                      | Muerto en ocasión de robo | 34°35′27.5″S 58°22′17.7″O / -34.590972, -58.371583 (movida, retirada o robada) | Retiro                             | 15 de diciembre de 2020  |        |
| 10    | Franco Sánchez, 19 años                                      | Atropellado por un colectivo de la línea 70 | 34°39′02.4″S 58°24′40.8″O / -34.650667, -58.411333 | Nueva Pompeya                      | 7 de marzo de 2021       |        |
| 11    | Mariano Luna, 21 años                                        | Atropellado por un colectivo de la línea 134 | 34°37′56.1″S 58°26′13.9″O / -34.632250, -58.437194 | Parque Chacabuco                   | 7 de marzo de 2021       |        |
| 12    | Marcela Bimonte, 62 años                                     | Atropellada con otras cuatro personas por José Carlos Oyala González, que salía de un boliche drogado y a alta velocidad y perdió el control; se dio a la fuga | 34°33′52.0″S 58°25′20.7″O / -34.564444, -58.422417 | Palermo                            | 9 de enero de 2022       |        |
| 13    | Daniel Hauch, 21 años, repartidor                            | Atropellado por José Luis García, que manejaba borracho un camión                                                                                              | 34°33′44.4″S 58°27′59.0″O / -34.562333, -58.466389 | Belgrano, en el límite con Coghlan | 4 de septiembre de 2022  |        |
| 14    | Martiniano Figoli, 16 años                                   | Atropellado por Genaro Vecchio, que conducía una ambulancia de contramano y sin sirena                                                                         | 34°36′32.4″S 58°27′53.8″O / -34.609000, -58.464944 | Villa Gral. Mitre                  | 22 de diciembre de 2022  |        |
| 15    | Amalia Vissani, 33 años, kinesióloga                         | Atropellada por un camión. | 34°36′32.8″S 58°25′11.8″O / -34.609111, -58.419944 | Almagro                            | 9 de octubre de 2022     |        |
| 16    | Joel Alan Ramos                                              | Atropellado por un camión | Amancio Alcorta y Luna | Parque Patricios                   | 22 de septiembre de 2023 |        |
| 17    | Román Carlos Vega, 50 años                                   | Atropellado por un camión de Coto | Humberto I y Jujuy | San Cristóbal                      | 16 de noviembre de 2023  |        |
| 18    | En memoria de todos los anteriores                           | En memoria de todos los anteriores | 34°37′44″S 58°22′14″O / -34.628955, -58.370489 | San Telmo                          | 6 de diciembre de 2023   |        |
| 19    | Nicolás Donato, 70 años                                      | Atropellado por un colectivo de la línea 117 | 34°33′31.4″S 58°30′13.7″O / -34.558722, -58.503806 | Saavedra                           | 8 de junio de 2024       |        |
| 20    | Hugo César Folcini, 70 años                                  | Atropellado por un conductor que se negó a hacerse el test de alcoholemia                                                                                      | 34°33′54″S 58°26′05″O / -34.564984, -58.434619 | Palermo                            | 19 de febrero de 2025    |        |

#### Provincia de Buenos Aires
En avenida Vergara y Antártida Argentina, Ranelagh, hay un cartel en recuerdo de Nicolás Carrizo, un ciclista atropellado en octubre de 2020.

### Chile
A este fenómeno mundial en Chile se le adjunta un elemento cultural propio, las animitas, una institución secular que el pueblo chileno tiene para recordar sus muertos, principalmente los caídos en forma trágica.
Es una iniciativa de la asociación chilena "Ciclistas con alas" desde 2012. Si bien el proyecto declarado del grupo era recopilar información sobre accidentes mortales sufridos por ciclistas de Chile y luchar contra la impunidad de estos casos en los tribunales de justicia; el hecho de poner bicicletas blancas en forma de animitas se consideró como una buena forma de intervención urbana.
La iniciativa nació cuando murió el ciclista y diseñador Arturo Aguilera atropellado por un conductor de un vehículo motorizado que venía huyendo de otro accidente y que gracias a las bajas penas que la ley chilena da en estos casos salió libre.
El hecho que la bicicleta blanca se haya unido o asimilado a una animita proporciona un consuelo espiritual a los familiares de los fallecidos que ven como la gente les deja ofrendas y velas en señal de respeto y solidaridad. Periódicamente instituciones ciclistas se reúnen en ceremonia de conmemoración de los ciclistas muertos en estos puntos, con el objetivo de denunciar a las autoridades la inseguridad que padecen en las calles de las ciudades.

### Ecuador
En la ciudad de Quito, Ecuador, el colectivo A.B.C. Adoptó la iniciativa, colocando la primera bicicleta blanca en el año 2009 en la avenida de los Shyris y Portugal, al norte de la ciudad, en homenaje al ciclista y fotógrafo italiano Pablo Lazzarini, quien fue embestido por un auto no identificado y falleció en el hospital debido a complicaciones, la segunda bicicleta fue colocada en homenaje al Geólogo Hugo Vinicio Ortiz, quien perdió la vida cuando fue atropellado por un bus de transporte urbano en la intersección de la avenida Amazonas y Pereira, al norte de la ciudad.
La bicicleta más emblemática se encuentra en la avenida Galo Plaza Lasso y Ramón Borja,  al norte de Quito, en este caso la víctima fue el activista Sebastián Muñoz, fundador del colectivo de ciclistas A.B.C (andando en bici carajo), Sebastián se inspiró en la iniciativa de Ghost bikes y junto al colectivo A.B.C. colocó las bicicletas en homenaje a Pablo Lazzarini y Hugo Vinicio Ortiz. Sebastián, más conocido como Egon One (pseudónimo de grafitero), falleció cuando fue embestido por un vehículo que circulaba a exceso de velocidad, el caso aún no está cerrado. 

### España
En Barcelona a partir de 2008 fueron colocadas algunas bicicletas de este tipo como testimonio de las muertes de ciclistas, pero pronto acabaron siendo retiradas. Para 2017, había seis en toda España, dos en Barcelona, una en Montfullà, Gerona, otra en Madrid, una en Sevilla y otra en Valencia.

### Estados Unidos
La idea de las bicicletas blancas en los Estados Unidos puede tener su origen en un proyecto del artista de San Francisco Jo Slota, iniciada en abril de 2002. Este fue un esfuerzo puramente artístico. Como la idea fue tomada con un objetivo distinto, Slota enfrentó a un dilema. San Francisco es una de las ciudades más seguras de Estados Unidos para los ciclistas, pero las bicicletas fantasmas memoriales surgieron allí como en otras partes, cambiando la percepción de su proyecto.
Un proyecto de bicicletas blancas se inició en San Luis en octubre de 2003. Después de observar un conductor golpeó a un ciclista en un carril bici sobre el Holly Hills Boulevard, Patrick Van Der Tuin coloca una bicicleta pintada de blanco en el lugar con un cartel pintado a mano "Ciclista golpeado aquí.". Al darse cuenta del efecto que esto tiene en los automovilistas de la zona, Van Der Tuin entonces recurrió a la ayuda de amigos para realizar 15 más "bicicletas fantasma" en lugares prominentes en el área de San Luis, donde los ciclistas recientemente habían sido golpeados por automóviles. Utilizaron las bicicletas dañadas, en algunos casos deliberadamente dañadas para crear el efecto deseado.
Según The Guardian, la primera bicicleta fantasma registrada en Estados Unidos fue en San Luis, en 2003. Un testigo de un choque entre un ciclista y un coche colocó una bicicleta pintada en el lugar con un mensaje que decía: "Ciclista golpeado aquí."
Proyectos similares se iniciaron en Pittsburgh en 2004, Nueva York, Seattle en 2005, Albuquerque, Nuevo México, Chicago y Toronto en 2006. 
En agosto de 2005, cerca de 40 bicicletas fantasmas se colocaron a lo largo de Seattle para llamar a la sensibilización en las ubicaciones de los accidentes y las malas condiciones de las calles.
Una bicicleta blanca en Dupont Circle, Washington D. C., en conmemoración de un ciclista muerto por un camión de la basura en 2008, se mantuvo durante un año completo. Cuando fue retirada por empleados de la ciudad, los amigos del piloto la reemplazó con 22 bicicletas blancas, una en cada lámpara.
Ha habido proyectos similares en docenas de otras ciudades del mundo.
A finales de 2013 y principios de 2014 El Grupo Ghost Bike Houston había colocado 47 bicicletas fantasmas para crear conciencia durante una cadena sobre la mortalidad de accidentes en bicicleta que involucran automóviles que tienen lugar en Houston, muchos de ellos atropellan y se dan a la fuga. A partir de este anuncio, se está trabajando en 13 bicicletas más para llevar la lista de muertes en los últimos años hasta la fecha.

### México

#### Aguascalientes

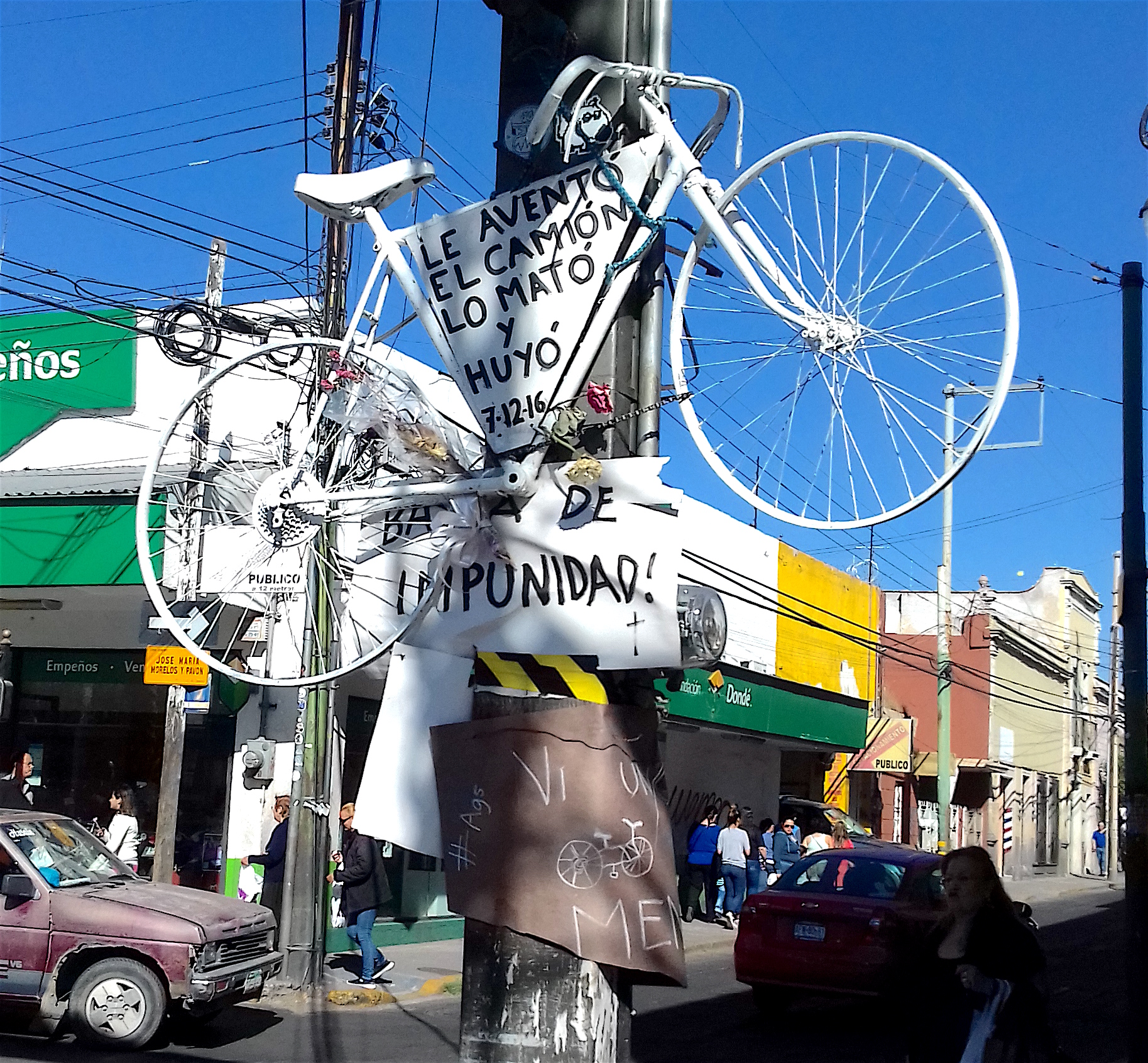
Bicicleta blanca en Aguascalientes, recordando a Guadalupe Rangel; 2017.

En la ciudad de Aguascalientes también se han usado bicicletas blancas como forma de protesta social y para recordar a los ciclistas que fueron atropellados en la vía pública. 
El 12 de diciembre de 2016, se colocó una bicicleta blanca para recordar a José Guadalupe Rangel, ciclista de 70 años atropellado por una unidad de transporte público el 7 de diciembre de ese mismo año en la intersección de las calles Morelos y Rivero y Gutiérrez (junto a El Parián). En la bicicleta blanca se colocó un letrero con la frase: “Le aventó el camión, lo mató y huyó”.
A esta protesta asistieron los familiares y los activistas de la organización Bicicálidos, quienes denunciaron que durante el 2016 habían muerto 20 ciclistas, 9 de ellos atropellados por el transporte público.

#### Ciudad de México
La primera bicicleta blanca colocada en la Ciudad de México fue en memoria de Liliana Castillo, ilustradora atropellada el 15 de mayo de 2009 y fallecida a consecuencia de ello el 22 de mayo siguiente. Su atropello ocurrió en el cruce de Avenida Universidad y Mayorazgo de la Higuera, en la alcaldía Coyoacán. Con una rodada y un acto, ciudadanos y organizaciones de la sociedad civil como Bicitekas colocaron el 10 de junio la bicicleta blanca. Esta organización y otras promotoras del ciclismo ha promovido la colocación de otras bicicletas, aunque no se ha logrado llevar un registro exacto de todas, entre ellas se encuentran:
| N.º | Víctima | Ubicación                                                                                 | Alcaldía            | Fecha de instalación              | Imagen | Estado                                   |
| --- | --- | ----------------------------------------------------------------------------------------- | ------------------- | --------------------------------- | ------ | ---------------------------------------- |
| 1   | Liliana Castillo Reséndiz, 23 años, ilustradora | Avenida Universidad y Mayorazgo de la Higuera, Xoco.                                      | Coyoacán            | 10 de junio de 2009               |        | Retirada o robada (2021) Repuesta (2022) |
| 2   | Esthela de la Luz Valles Vindiola, 18 años, estudiante | Anillo Periférico, Chapultepec                                                            | Miguel Hidalgo      | 19 de junio de 2009               |        | Retirada o robada                        |
| 3   | Ignacio Santiago Martínez, policía | Eje 4 Sur, Colonia Condesa                                                                | Cuauhtémoc          | 29 de julio de 2009               |        | Retirada o robada                        |
| 4   | Óscar Estévez "Pokemón", 32 años, fotógrafo | Insurgentes Sur y Sonora, colonia Condesa                                                 | Cuauhtémoc          | 2009                              |        | Retirada o robada                        |
| 5   | Rubén Vázquez, 13 años, vendedor de pan y café | Paseo de la Reforma y Julio Verne                                                         | Miguel Hidalgo      | Octubre de 2009                   |        | Retirada o robada                        |
| 6   | Jaime Christian Mazas Cruz, estudiante | Calzada del Hueso y Hacienda Texmelucan                                                   | Coyoacán            | 28 de mayo de 2010                |        |                                          |
| 7   | Jonathan Sánchez, 11 años, estudiante | Avenida Aztecas y Nezahualpilli                                                           | Coyoacán            |                                   |        |                                          |
| 8   | Máximo Mendieta "Max", 48 años, profesor | San Antonio y Alta Tensión                                                                | Álvaro Obregón      | 2 de noviembre de 2011            |        |                                          |
| 9   | Pedro Landaverde "Woody", 27 años, biólogo | Moldeadores y Calle 24, colonia Trabajadores del Hierro                                   | Azcapotzalco        | 14 de octubre de 2012             |        |                                          |
| 10  | Ilse Mariel Alonso Leal, 20 años, empleada | Avenida del Imán y Avenida Aztecas                                                        | Coyoacán            | 9 de febrero de 2013              |        | Permanece (2013)                         |
| 11  | Luis Ponce Rivas, 74 años | Paseo de la Reforma y Eje 2 Norte                                                         | Cuauhtémoc          | 22 de junio de 2013               |        | Permanece (2024)                         |
| 12  | Jennifer Martínez Mena, 31 años | Avenida Sonora y Avenida Nuevo León, Parque España                                        | Cuauhtémoc          | 5 de octubre de 2013              |        | Permanece (2017)                         |
| 13  | Gabriel Vergara San Agustín, 14 años | Av. Tláhuac y Morelos                                                                     | Tláhuac             | 15 de diciembre de 2013           |        |                                          |
| 14  | Cástulo Ariel Morales, Arrollado por policía de tránsito | Fray Servando Teresa de Mier, frente al Mercado de Sonora                                 | Cuautémoc           | 12 de julio de 2014               |        |                                          |
| 15  | Rafael Guerrero, 37 años, ing. en sistemas | Periférico, cerca de Glorieta de Vaqueritos                                               | Xochimilco          | 2 de marzo de 2015                |        |                                          |
| 16  | Víctor Alejandro López Valencia, 30 años, abogado | Marina Nacional casi esquina Mariano Escobedo                                             | Miguel Hidalgo      | 23 de mayo de 2015                |        |                                          |
| 17  | Monserrat Paredes Ávila, 21 años, usuaria de Ecobici | Paseo de la Reforma, frente puerta 8 de Chapultepec                                       | Miguel Hidalgo      | 22 de noviembre de 2015           |        |                                          |
| 18  | Felipe Torres Muñoz, 62 años | Periférico y Canal de San Juan                                                            | Iztacalco           | 22 de noviembre de 2015           |        |                                          |
| 19  | Persona desconocida, 25 años aprox | Periférico Sur, frente al Parque Ecológico Cuemanco                                       | Xochimilco          | Entre febrero y diciembre de 2016 |        |                                          |
| 20  | Elodia Mendoza, 50 años, ama de casa | Isabel la Católica y Soria                                                                | Benito Juárez       | 28 de mayo de 2017                |        |                                          |
| 21  | Enid Yoselín García Aguilar, 23 años | Av. Revolución y Calle 10                                                                 | Benito Juárez       | 16 de julio de 2017               |        |                                          |
| 22  | Jonathan Israel Pérez Ruiz | Eje 5 Norte y 5 de febrero                                                                | Gustavo A. Madero   | 16 de julio de 2017               |        |                                          |
| 23  | Luis Edgar Verde Zaragoza, 30 años | Cuauhtémoc y División del Norte                                                           | Benito Juárez       | 19 de enero de 2018               |        |                                          |
| 24  | José Manuel Matías Flores, repartidor de aplicaciones, atropellado en su primer día de trabajo como repartidor                                                                   | Periférico y San Antonio                                                                  | Álvaro Obregón      | 27 de noviembre de 2018           |        |                                          |
| 25  | Ximena Callejas García, 20 años, repartidora de aplicaciones | Río San Joaquín y Lago Mar                                                                | Miguel Hidalgo      | 19 de mayo de 2019                |        |                                          |
| 26  | Anselmo Rebollo Ramírez, 55 años, voceador | Golfo Aden y Lago Hurón                                                                   | Miguel Hidalgo      | 17 de junio de 2019               |        |                                          |
| 27  | Merít Ramirez, 50 años, doctora | Rabaúl y Prolongación Nueces                                                              | Azcapotzalco        | 17 de noviembre de 2019           |        |                                          |
| 28  | María de los Ángeles Lugo, empleada en fonda | Av. Cuitláhuac y Calle 10                                                                 | Azcapotzalco        | 30 de noviembre de 2019           |        |                                          |
| 29  | José Rubén, 19 años, arrollado por convoy militar | Eje 1 Norte y Santa María la Ribera                                                       | Cuauhtémoc          | 26 de febrero de 2020             |        | Permanece (sep 2020)                     |
| 30  | José Reyes Martinez, afilador | Calzada de las Armas y Avenida Aquiles Serdán                                             | Azcapotzalco        | 12 de junio de 2020               |        | Repuesta (feb 2023)                      |
| 31  | Carolina Espinosa Caballero "Cariñx", historiadora y música | Patriotismo y Puente de la Morena                                                         | Benito Juárez       | 8 de agosto de 2020               |        |                                          |
| 32  | Martín Flores Parra | Eje Central entre Dr. Arce y Dr. Balmis                                                   | Cuauhtémoc          | 12 de diciembre de 2020           |        |                                          |
| 33  | Ricardo Álvarez, 40 años, arrollado por transporte público | José María Izazaga, frente al Claustro de Sor Juana                                       | Cuauhtémoc          | 19 de febrero de 2021             |        |                                          |
| 34  | Víctor Pushkin, 21 años, telefonista, arrollado por Metrobús | Balderas y Artículo 123                                                                   | Cuauhtémoc          | 26 de febrero de 2021             |        |                                          |
| 35  | Germán García Cruz, 35 años | Calzada de La Viga y Eje 8 Sur                                                            | Iztapalapa          | 12 de marzo de 2021               |        |                                          |
| 36  | Edgar Núñez, 35 años, ingeniero en audio | Eje 1 Poniente Vallejo y Clave                                                            | Azcapotzalco        | 26 de marzo de 2021               |        |                                          |
| 37  | Megan, 12 años | Avenida 8 y Calle 5                                                                       | Venustiano Carranza | 30 de abril de 2021               |        |                                          |
| 38  | Rodrigo, 13 años | Clavería y Cairo                                                                          | Azcapotzalco        | 7 de mayo de 2021                 |        |                                          |
| 39  | Jose Octavio García Larrañaga, 46 años, psicoanalista y ciclista profesional. Arrollado por un auto que invadió el acotamiento acondicionado para ciclistas el 2 de mayo de 2021 | Km 17 de la Prolongación Paseo de la Reforma, Santa Fe                                    | Cuajimalpa          | 9 de mayo de 2021                 |        | Permanece                                |
| 40  | Eduardo Iván Chávez Hernández, 28 años | Carretera Xochimilco -Tulyehualco y Callejón Villa Acalote                                | Xochimilco          | 19 de mayo de 2021                |        |                                          |
| 41  | Jessica Zúñiga, 27 años | Circuito Interior, entre Xolotl y Nopaltizn (19°26′32″N 99°10′00″O / 19.44217, -99.16674) | Miguel Hidalgo      | 1 de noviembre de 2023            |        |                                          |
| 42  | Eduardo, 15 años | Vito Alessio Robles y Av. Universidad                                                     | Álvaro Obregón      | 15 de marzo de 2024               |        |                                          |
| 43  | Oscar Iván, 27 años, Guitarrista Clásico. Arrollado por un vehículo en exceso de velocidad que contaba con más de 40 multas.                                                     | Delfín Madrigal y Av. del Imán                                                            | Coyoacán            | 28 de febrero de 2025             |        |                                          |

#### Estado de México
Algunas bicicletas blancas instaladas en el Estado de México son las siguientes:
| N.º | Víctima                                                                             | Ubicación                                        | Municipio          | Fecha de instalación     | Imagen | Estado                            |
| --- | ----------------------------------------------------------------------------------- | ------------------------------------------------ | ------------------ | ------------------------ | ------ | --------------------------------- |
| 1   | Rafael Eduardo Gómez Pérez, 53 años                                                 | Glorieta de Colón y Hombres Ilustres             | Nezahualcóyotl     | 3 de febrero de 2015     |        |                                   |
| 2   | David Alejandro Cervantes                                                           | Parque de los lírios                             | Cuautitlán Izcalli | 24 de marzo de 2019      |        |                                   |
| 3   | Pablo Olvera                                                                        | Bordo de Xochiaca y Calle 7                      | Nezahualcóyotl     | 29 de septiembre de 2019 |        |                                   |
| 4   | José Reyes, afilador                                                                | Aquiles Serdán y Las Armas                       | Tlanepantla        | 21 de junio de 2020      |        |                                   |
| 5   | Alexia Fernanda Ordoñes (ciclista de la UNAM) y Emilio Ordoñes Amador, hija y padre | Kilómetro 17 de la carretera México-Pachuca      | Ecatepec           | 11 de octubre de 2020    |        |                                   |
| 6   | Persona desconocida                                                                 | México- Pachuca, Estación Mexibus Cuauhtémoc Sur | Ecatepec           | 12 de septiembre de 2021 |        | No presente (13 de marzo de 2022) |

#### Quintana Roo
En Puerto Morelos fue colocada una bicicleta blanca en memoria a dos ciclistas arrollados en la carretera Cancún -Playa del Carmen el 11 de septiembre del 2016 por un conductor que iba a exceso de velocidad. 

#### Yucatán
En la ciudad de Mérida, Yucatán, en 2016 habían sido colocadas cuatro bicicletas blancas.